# Larry D. Mann
Larry D. Mann (* 22. Dezember 1922 in Toronto; † 6. Januar 2014 in Los Angeles, Kalifornien eigentlich Lawrence D. Mann) war ein kanadischer Schauspieler und Synchronsprecher.

## Leben
Am Anfang seiner Berufslaufbahn war er Mitarbeiter beim Radiosender CHUM (AM) in Toronto. Seit seiner ersten Nebenrolle im Jahr 1952 trat er überwiegend in Fernsehproduktionen auf. Daneben synchronisierte er Figuren in Trickfilmen wie beispielsweise den gelben Kranich in Sancho und Pancho und Werbespots. Er war der jüngere Bruder des Schauspielers Paul Mann.

## Filmografie (Auswahl)

### Fernsehen
- 1952: Let’s see
- 1957: Hawkeye
- 1961: Tales of the Wizard of Oz
- 1963: 77 Sunset Strip
- 1965–1969: Verliebt in eine Hexe (Bewitched)
- 1966: Shane
- 1967: The Green Hornet
- 1967–1973: Rauchende Colts (Gunsmoke)
- 1969–1971: Sancho und Pancho (The Tijuana Toads)
- 1973–1974: Polizeiarzt Simon Lark (Police Surgeon)
- 1972–1974: The Blue Racer
- 1983–1985: Polizeirevier Hill Street (Hill Street Blues)
- 1991: Homefront

### Filme
- 1966: Dominique – Die singende Nonne (The Singing Nun)
- 1967: Als Jim Dolan kam (Rough Night in Jericho)
- 1967: Caprice
- 1967: In der Hitze der Nacht (In the Heat of the Night)
- 1968: Bullitt
- 1970: Zwei dreckige Halunken (There Was a Crooked Man...)
- 1970: Die Glut der Gewalt (The Liberation of L.B. Jones)
- 1973: Oklahoma Crude
- 1973: Der Clou (The Sting)
- 1980: Octagon